# Liste der Wappen im Bezirk Schärding
Die Liste der Wappen im Bezirk Schärding zeigt die Wappen der Gemeinden im oberösterreichischen Bezirk Schärding.

## Wappen der Städte, Marktgemeinden und Gemeinden

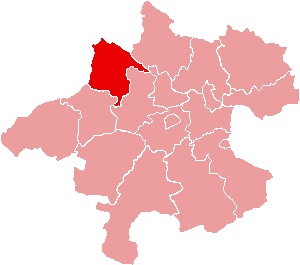
Lage in Oberösterreich
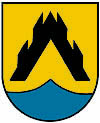
Altschwendt
Andorf
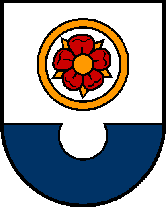
Brunnenthal
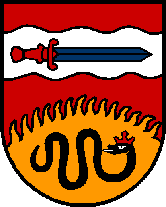
Diersbach
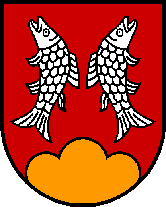
Dorf an der Pram
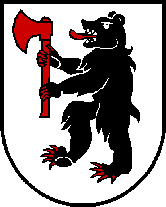
Eggerding
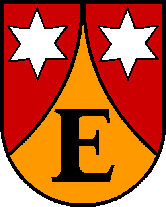
Engelhartszell
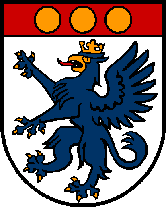
Enzenkirchen
Esternberg
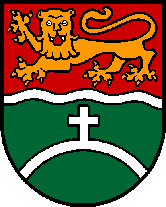
Freinberg
Kopfing im Innkreis
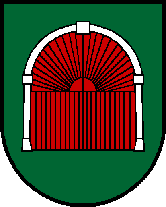
Mayrhof
Münzkirchen
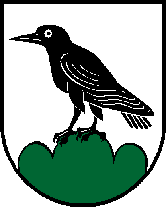
Raab
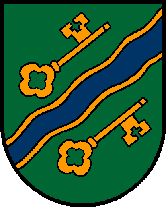
Rainbach im Innkreis
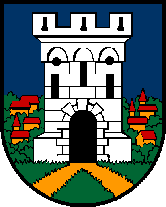
Riedau
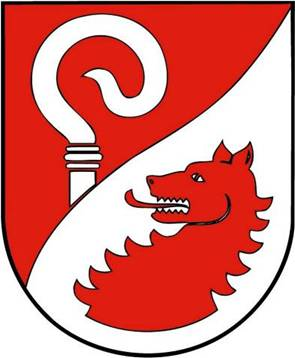
Sankt Aegidi
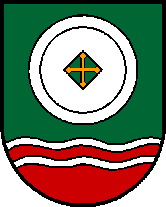
St. Florian am Inn
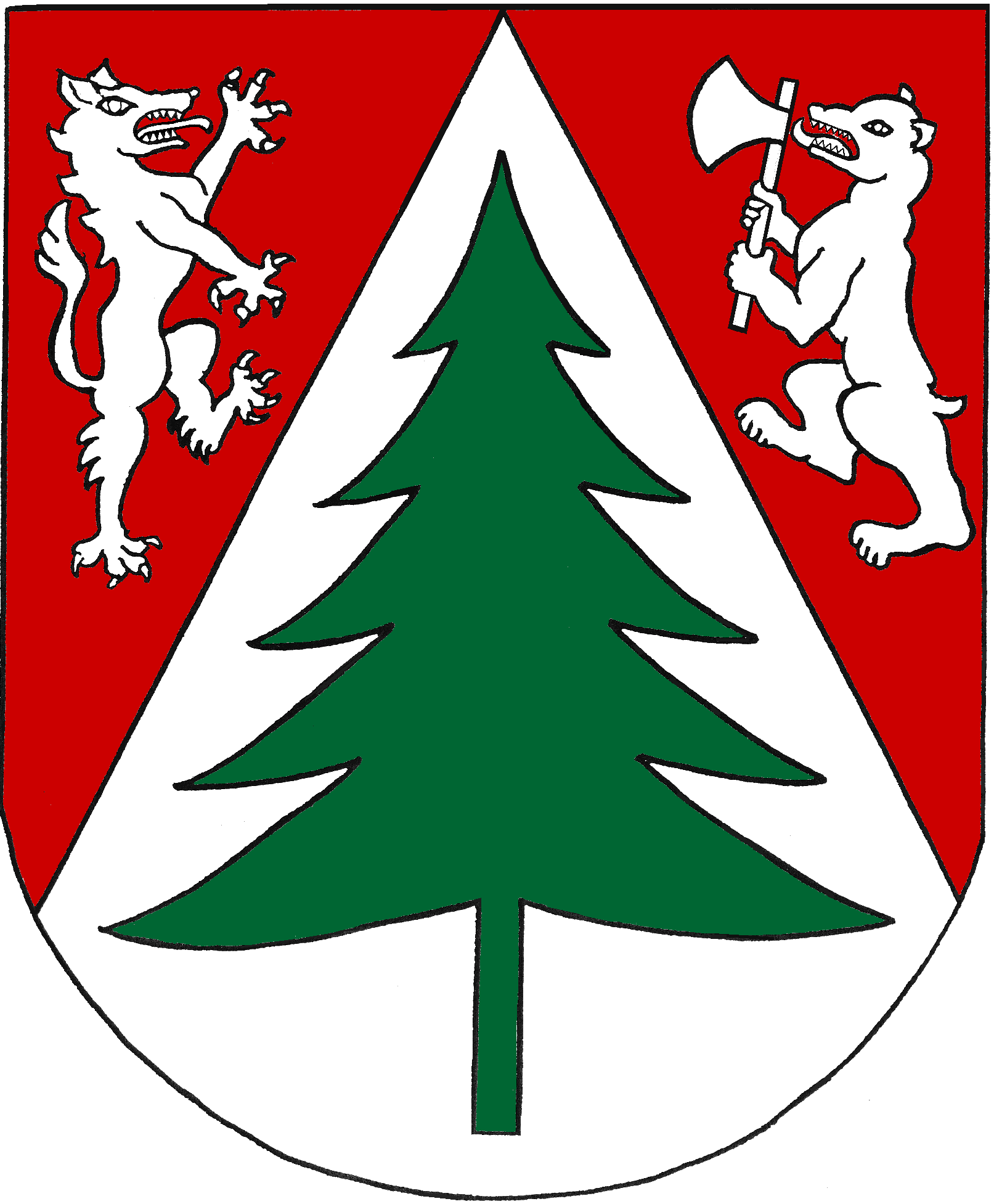
St. Marienkirchen bei Schärding
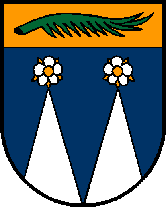
St. Roman
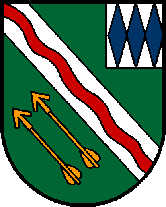
St. Willibald
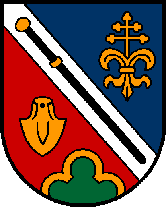
Schardenberg
Schärding
Sigharting[1]
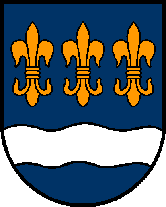
Suben
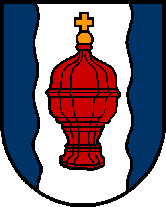
Taufkirchen an der Pram
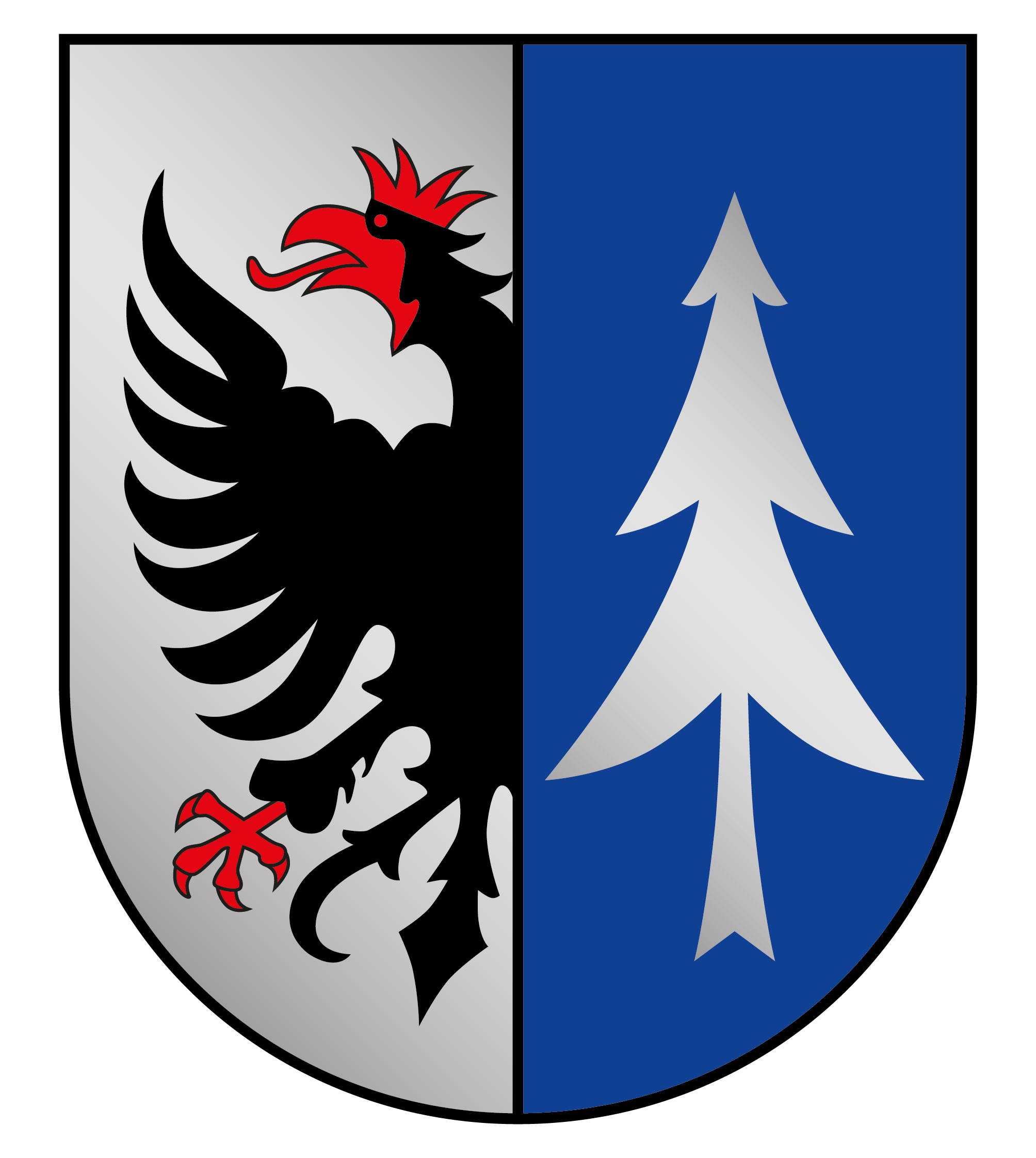
Vichtenstein
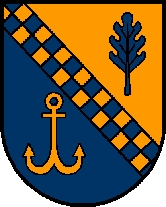
Waldkirchen am Wesen
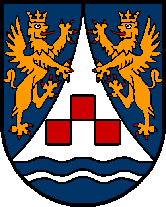
Wernstein am Inn
Zell an der Pram

## Blasonierungen
1. ↑  Sigharting: Erniedrigt geteilt; oben in Rot ein silbernes Schloss mit einem Torvorbau in der linken Hälfte der Vorderfront und zwei Ecktürmen, mit schwarzem Walmdach über dem Hauptbau, das auch den Vorbau überdacht, schwarzen Zeltdächern über den Ecktürmen, je einem schwarzen, rechteckigen Fenster im Haupt- und Vorbau und je zwei schwarzen, rechteckigen Fenstern übereinander in den Ecktürmen sowie einem schwarzen, rundbogigen Tor im Vorbau; unten in Schwarz ein goldenes Posthorn.